# Nyodes dargei
Nyodes dargei là một loài bướm đêm trong họ Noctuidae.